# Johann Ernst Hebenstreit
Johann Ernst Hebenstreit (* 15. Januar 1702 in Neustadt an der Orla; † 5. Dezember 1757 in Leipzig) war ein deutscher Mediziner.

## Leben und Wirken
Johann Ernst war der Sohn des Theologen Johann David Hebenstreit (* 31. Juli 1656 in Neustadt an der Orla; † 26. Mai 1730 ebd.) und dessen am 13. März 1683 in Neuenhofen geheirateten Frau Esther Susanna Güttner, die Tochter des Pfarrers in Rötha und Bad Lausick, Johann Georg Güttner (* 1625 in Freiberg; † 1696 in Bad Lausick). Hebenstreit begann 1723 sein Studium an der Universität Leipzig. 1728 wurde er dort Magister der Philosophie sowie Baccalaureus der Medizin und schließlich 1729 zum Doktor der Medizin promoviert. Am 30. Juni 1731 wurde er mit dem akademischen Beinamen Cratevas II. zum Mitglied (Matrikel-Nr. 426) der Leopoldina gewählt.
August der Starke ernannte ihn zum Leiter einer Expedition, die Afrika erforschen und für das Kabinett und die Menagerie des Königs seltene Tiere, Pflanzen und andere Kuriositäten erwerben sollte.
Eine sechsköpfige Gruppe, zu der auch der Botaniker Christian Gottlieb Ludwig gehörte, brach am 30. Oktober 1731 in Leipzig auf. Über Genf reiste die Gruppe nach Marseille. Von dort aus segelten sie nach Algier, wo sie am 12. Februar 1732 ankamen. Schon kurze Zeit später erfolgte die Weiterreise nach Tunis. Hier teilte sich die Gruppe. Christian Gottlieb Ludwig blieb mit einem Begleiter in Tunis, um von hier aus die Umgebung zu erkunden. Hebenstreit reiste mit dem Rest der Gruppe nach Tripolis und unternahm dort mehrere Vorstöße in die Sahara. Ende 1732 kehrte er nach Tunis zurück. Am 17. April 1733 trat die Gruppe die Rückreise nach Marseille an.
Der Tod von August dem Starken verhinderte Hebenstreits Pläne, anschließend zur Mündung des Senegals zu segeln. Die Expedition musste abgebrochen werden, und Hebenstreit kehrte nach Leipzig zurück. Das mitgebrachte Material ging 1849 in den Wirren des Dresdner Maiaufstandes verloren. Erhalten geblieben sind nur die Aufzeichnungen der Expeditionsteilnehmer, insbesondere das Reisetagebuch Hebenstreits.
Nach seiner Rückkehr wurde Hebenstreit ordentlicher Professor für Anatomie und Medizin sowie Stadtarzt in Leipzig. Ab 1747 war er Dekan der Medizinischen Fakultät.

## Familie
Hebenstreit war zwei Mal verheiratet.
Seine erste Frau, Johanne Wilhelmine Junius († 7. Dezember 1739 in Leipzig), Tochter des Leipziger Professors Ulrich Georg Junius, heiratete er am 2. Februar 1739 in Leipzig. Seine zweite Ehe schloss er am 16. Juli 1742 ebenfalls in Leipzig mit Christina Eugenia Bosseck, Tochter des Juraprofessors Benjamin Gottlieb Bosseck (* 3. November 1676 in Gautzsch; † 7. Februar 1758 in Leipzig) und dessen am 25. November 1715 geheirateten Frau Sophia Elisabetha Bohn. Von den Kindern kennt man:
- Georg Ernst Hebenstreit (* 29. November 1739 in Leipzig; † 1781 ebd.) Bacc. theol.
- Gottlieb Ernst Hebenstreit
- Heinrich Michael Hebenstreit (* 12. Oktober 1745 in Leipzig; † 17. Juli 1786 ebd.) Dr. jur. und Prof. Rechtsaltertümer
- Christiane Sophie Hebenstreit (* 14. Mai 1742 in Leipzig) ⚭ 30. Mai 1771 in Leipzig mit Christian Benjamin Clarus (* 12. September 1735 in Prettin; † 6. April 1809 in Scherneck), Pfarrer in Scherneck bei Coburg
- Christian Benedikt Hebenstreit (* 1746; † 7. Mai 1747 in Leipzig)
- Christiane Friederike Hebenstreit (* u. † 8. September 1750 in Leipzig)
- Christiana Benedicta Hebenstreit, Schriftstellerin
- Ernst Benjamin Gottlieb Hebenstreit (* 10. Februar 1758 in Leipzig; † 12. Dezember 1803) Prof. med. verh. 1. Juni 1796 mit Henriette Eleonore Apel (* 27. Juni 1770 in Halberstadt; † 4. März 1806 in Leipzig), Tochter des Kaufmanns Johann Friedrich Ferdinand Apel (* 21. Oktober 1731 in Borna; † 4. März 1783 in Halberstadt) und dessen Frau Dorothea Henriette Schultze (* 12. Oktober 1736 in Magdeburg; † 1. Juli 1771 in Halberstadt)

- Die Enkelin Johanna Augusta Hebenstreit war mit dem Malakologen Hermann Eduard Anton verheiratet.

## Ehrungen
Carl von Linné benannte ihm zu Ehren die Gattung Hebenstretia aus der Pflanzenfamilie der Braunwurzgewächse (Scrophulariaceae).

## Schriften (Auswahl)
- De continuanda Rivinorum industria in eruendo plantarum charactere. Leipzig 1726 (Digitalisat) – unter Johann Christoph Lischwitz.
- De viribus minerarum et mineralium medicamentosis… Leipzig 1730 – unter Johann Caspar Küchler.
- De sensu externo facultatum in plantis judice. Leipzig 1730 – mit Christian Gottlieb Ludwig.
- De organis piscium externis : disserit simulque ad audiendam orationem de antiquitatibus romanis per Africam extantibus, qua professionem physiologiae ordinariam in Academia Lipsiensi clementissime sibi demandatam d. XX novembr. an. MDCCXXXIII… Leipzig 1733
- Oratione ... qua antiquitatum romanorum per Africam repertarum memoriam recolit. Leipzig 1733
- De usu partium carmen; seu, Physiologia metrica ad modum Titi Lucretii Cari De rerum natura… Leipzig 1739
- De methodo cerebrum incidendi disserit et ad audiendam anatomen corporis masculini qua totius corporis humani fabricam expositurus est.
- Pathologia metrica; seu, De morbis carmen… Leipzig 1740
- Museum Richterianum continens fossilia animalia, vegetabilia marina. Leipzig 1743 (Digitalisat) – mit Johann Friedrich Christ.
- Anthropologia forensis sistens medici circa Rempublicam causasque dicendas officium cum rerum anatomicarum ac physicarum quae illud attinent expositionibus. Leipzig 1753.
- De homine sano et aegroto carmen sistens physiologiam, pathologiam, hygienen, therapiam, materiam medicam, praefatur de antiqua medicina carmen… Leipzig 1753.
- Vier Berichte von seiner auf Befehl und Kosten Friedrich Augusts des I. Königs in Pohlen, Churf. zu Sachsen etc. etc. im Jahre 1732 in Begleitung einiger anderen Gelehrten und Künstler auf den afrikanischen Küsten nach Algier, Tunis und Tripolis angestellten Reise. In: Johann III Bernoulli: Sammlung kurzer Reisebeschreibungen und anderer zur Erweiterung der Länder- und Menschenkenntniß dienender Nachrichten. Berlin und Leipzig 1783, Band 9, S. 299–344, Band 10, S. 415–444, Band 11, S. 359–416, Band 12, S. 389–416.